# Weird Visions (album d'ADX)
Albums de ADX
Enregistrement promotionnel 2
(1990) In Memorium
(1998)
Weird Visions est le quatrième album studio du groupe de speed metal français ADX sorti en 1991.
Seul album du groupe chanté en anglais, à la demande expresse de leur label allemand Noise.
Le groupe réenregistre l'album en français en 2021 sous le titre Étranges Visions.

## Liste des titres
| No  | Titre                                                   | Durée |
| --- | ------------------------------------------------------- | ----- |
| 1.  | Weird Visions (instrumental)'                           | 1:29  |
| 2.  | King of Pain                                            | 4:07  |
| 3.  | Lost Generation                                         | 4:19  |
| 4.  | Sacrifice in the ice                                    | 4:04  |
| 5.  | Mystical warfare (instrumental)'                        | 5:37  |
| 6.  | Fortune telling                                         | 4:27  |
| 7.  | Behind the mirror                                       | 5:17  |
| 8.  | Sign of the time                                        | 5:26  |
| 9.  | Trouble (instrumental)'                                 | 2:34  |
| 10. | Invasion                                                | 3:51  |
| 11. | Kill the king ((reprise de Rainbow, sur CD uniquement)) | 4:05  |

Paroles et musique : ADX (excepté titre 11).
Source.
Titre 4 : Sacrifice in the ice fait l'objet du premier vrai clip du groupe,.
Titre 11 : Kill the king composée par Ritchie Blackmore, Ronnie James Dio et Cozy Powell est une reprise d'un titre de Rainbow. Jouée en concert depuis 1976, elle apparait pour la première fois dans une version live sur l'album On stage, puis sur leur troisième album studio Long live rock 'n' roll.

## Composition du groupe
- Philippe "Phil" Grelaud - Chant.
- Hervé "Marquis" Tasson - Guitare.
- Pascal "Betov" Collobert - Guitare
- Frédéric "Deuch" Deuchilly - Basse.
- Didier "Dog" Bouchard - Batterie.

## Sources
1. ↑  Hard Force - "Weird Visions" (1991 - Retro-Chronique)
2. ↑  spirit-of-metal
3. ↑  france.metal.museum
4. ↑  clip de Sacrifice in the ice